# 阿旺曲日莫
阿旺曲日莫（1696年—1764年）原俗名罗桑坚赞，法名阿旺曲日莫，藏语名罗布森扎拉森，蒙古族，归化城土默特（今呼和浩特）后山（今大青山以北）巴音珠日和人，第一世（不计追认）洞阔尔活佛。

## 生平
其祖父喇嘛扎布，原籍为喀尔喀蒙古，是佛教徒。一日，呼和浩特席力图召的达喇嘛赴西藏办差，喇嘛扎布随行。到达后藏日喀则扎什伦布寺后，喇嘛扎布拜见了五世班禅额尔德尼罗桑益西，喇嘛扎布称：“我是远方来的粗人，今日入藏去了许多佛寺，参加了不少经会，使我无比钦敬。我早有在家乡蒙古弘扬佛法的心愿，无奈见识有限，无法习经研侓，愿大师保佑我生下孙男，在家乡光大佛教。”班禅额尔德尼答称：“你要好好地崇敬三宝（佛、法、僧），向佛祈祷，可以实现你的愿望。”喇嘛扎布回到土默特后，获得了一个孙子，即罗桑坚赞。
5岁时，罗桑坚赞被父母送到附近（今伊克昭盟境内）的却扎布喇嘛处当徒弟，学习佛经。8岁时，在却扎布喇嘛每年举行一次的嘛呢法会上，罗桑坚赞已能领诵30多页的《嘛呢经仪轨》。9岁时，却扎布喇嘛将罗桑坚赞带至内蒙古多伦诺尔汇宗寺向甘珠尔活佛学习显密佛法，甘珠尔活佛为其取法名“阿旺曲日莫”。在多伦诺尔汇宗寺（俗称“多伦庙”），阿旺曲日莫学习至18岁。
康熙五十二年（1713年），阿旺曲日莫到青海安多（甘珠尔活佛的家乡）色日困寺，学习显宗理论6年。回到多伦后，阿旺曲日莫有一次在乌拉特东公旗地区讲经时，同高僧辩论，被对方辩倒。阿旺曲日莫乃知所学不足，乃决心赴西藏学习。在西藏学习佛法期间，阿旺曲日莫获哲蚌寺拉然巴格西。自西藏回到内蒙古后，其经师甘珠尔活佛将其升为多伦汇宗寺大喇嘛。
康熙五十九年（1720年），阿旺曲日莫应邀赴北京参加蒙古文《甘珠尔》的编译。其所译为“时轮解说”部分。阿旺曲日莫获第二世章嘉活佛所加“额尔德尼·莫日根·洞阔尔·班第达”封号（“额尔德尼”为蒙古语，意为“宝”；“莫日根”为蒙古语，意为“聪慧”；“洞阔尔”为藏语，意为“时轮”；“班第达”为梵语，意为精通五明的学者。此封号的意思是“大宝聪睿时轮金刚智尊”）。阿旺曲日莫正式获得活佛资格（清政府承认并造册）。
乾隆十四年（1749年），经章嘉呼图克图、噶勒丹錫哷圖呼图克图、济咙呼图克图等驻京呼图克图许可，在五当沟兴建了一座蒙藏佛教寺院，即如今五当召的洞阔尔殿（时轮大殿）。此乃五当召有史可考的最早的大型建筑，又是五当召的四大学部之一——洞阔尔扎仓。
乾隆二十八年十二月十三日（1764年1月15日），阿旺曲日莫在五当召圆寂。